# الاستراتيجية الإسلامية العسكرية
الاستراتيجية الإسلامية العسكرية تميزت مع انتشار الإسلام بمجموعة خصائص، التي طبعتها بطابعها الفريد على مدى القرون وفي مقدمتها تبني العقيدة الدينية، عاملاً موجهًا لجميع الفعاليات الاجتماعية والعسكرية في الدولة الجديدة، ثم تبني مبدأ الجهاد أساسًا للتجنيد وفرضه على كل قادر على حمل السلاح، وكذلك تبني مبدأ وحدة القيادة السياسية العسكرية في شخص الخليفة وفي شخص ولاة الأقاليم، وقادة الجيوش.
ارتبطت هذه الاستراتيجية ارتباطًا وثيقًا بالمذهب العسكري الإسلامي الذي يقوم على مفهوم المفاجأة والمناورة، وسرعة الحركة واستنزاف العدو وجذبه إلى أرض المعركة الفاصلة المهيأ لها سلفًا، كانت معظم جيوش الخلافة الإسلامية تتألف من الخيالة الخفيفة السريعة الحركة.
مع مرور الزمن طرأت تغييرات جوهرية على الفكر الاستراتيجي الإسلامي في العصور المتأخرة، نتيجة للأوضاع الاجتماعية والسياسية التي سادت العالم الإسلامي. أدت هذه التغييرات إلى تطوير أساليب التعبئة ومبادئ التجنيد وإلى ظهور جيوش لمحترفة تهدف إلى تطوير أساليب الهجوم والدفاع والتقرب والسيطرة، إلى جانب المحافظة على بعض المبادئ كوحدة القيادة.
في تلك العصور ازدادت أهمية القلاع والمدن المحصنة وتطورت أساليب الحصار ومن يتتبع التاريخ الإسلامي يلاحظ أن الاستراتيجية كانت تميزت بالوضوح والدقة، وذلك يعود إلى وحدة الغاية ووحدة الهدف والمبادئ التي استندت إليها في التخطيط والتنفيذ على مختلف المستويات، إن تنوع الوسائل والطرق والأفكار الاستراتيجية خلال تلك الفترة يعد دليلًا  على البصمة الاستراتيجية للعصر الإسلامي، وقد انعكس ذلك بشكل واضح على النتائج والنجاحات التي  حققتها الفتوح الإسلامية.

## العصر النبوي
كان للنبي محمد تخطيط استراتيجيٌّ محكم يتحرك بخطة زمنية في سنواته الأولى مـن البعثـة، وتضمنت خطة النبي محمد أربع استراتيجيات سعى إلى تحقيقها وهي:
- تبليغ ما ينزل عليه من الوحي.
- أن يدخل الناس في دين الإسلام.
- تكوين دولة الإسلام والعمل على امتدادها.
- تربية الجيل المؤمن القيادي الذي يحمل الدعوة في حياته وبعد وفاته.

وهذه الاستراتيجيات شكلت رؤيته الدعوية، ولتحقيق هذه الاستراتيجيات واجه النبي محمد تحديات كبيرة متمثلة في أعداء الدعوة، وقد حدد النبي محمد استراتيجية خاصة للتعامل معهم بهدف التفوق عليهم، فبعد أن أدت الغزوات والسرايا دورها في إظهار قوة المسلمين والقضاء على صناديد الكفر، ومنذ أن عقد صلح الحديبية 6هـ/628م، وما تلا ذلك من إخضاع اليهود، فإنه لم يدخر جهداً لنشر الإسلام، وقد عبر عن ذلك بإرساله لعدد من الرسائل إلى الملوك والأمراء خارج الجزيرة العربية، يدعوهم فيها إلى الإسلام، فجاءت هذه الكتب وسيلة دعوية مهمة لإعلام الناس، وإبلاغهم بدعوة الإسلام، وكان بعضهم يجهلها مثل كسرى أبرويز (590-628م).
وانطلقت مواكب رسل محمد تحمل بشائر الهداية من خلال رسائل وخطابات مختومة بختمه، وكانت تلك الرسائل تحمل حرصه على إسلام هؤلاء الملوك، وإبلاغ دعوته إليهم، فعن أنس بن مالك قال:
«أن الرسول صلى الله عليه وسلم كتب إلى كسرى، وإلى كل جبار، يدعوهم إلى الله تعالى» أن الرسول صلى الله عليه وسلم كتب إلى كسرى، وإلى كل جبار، يدعوهم إلى الله تعالى، وقد راعى أعراف الملوك في ذلك العصر، فإنه لما أٌخبر أنهم لا يقبلون كتاباً إلا عليه خاتم، فاتخذ خاتمًا من فضة نقشه محمد رسول الله.

## عصر الخلفاء الراشدين
| اسم الخليفة     | مدة الخلافة   | الحياة          |
| --------------- | ------------- | --------------- |
| أبو بكر الصديق  | 11 هـ - 13 هـ | 50 ق هـ - 13 هـ |
| عمر بن الخطاب   | 13 هـ - 23 هـ | 40 ق هـ - 23 هـ |
| عثمان بن عفان   | 23 هـ - 35 هـ | 47 ق هـ - 35 هـ |
| علي بن أبي طالب | 35 هـ - 40 هـ | 23 ق هـ - 40 هـ |

سجل تاريخ الحروب الإسلامية في عصر الخلفاء الراشدين صوراً عديدة للقادة المسلمين الذين طبقوا طرقاً ومبادئ استراتيجية، كان لها الأثر الحاسم في النصر على الأعداء، ومن أهم الطرق والمبادئ الاستراتيجية التي طبقت بكفاءة لدى المسلمين استراتيجية التحشيد التي تعني جمع أكبر قوة ممكنة في مواجهة العدو، وقد كان لها دور كبير في معارك الجهاد الإسلامي وتعني هذه الاستراتيجية في مفهوم الإسلام، ﴿وَأَعِدُّوا لَهُمْ مَا اسْتَطَعْتُمْ مِنْ قُوَّةٍ وَمِنْ رِبَاطِ الْخَيْلِ تُرْهِبُونَ بِهِ عَدُوَّ اللَّهِ وَعَدُوَّكُمْ وَآخَرِينَ مِنْ دُونِهِمْ لَا تَعْلَمُونَهُمُ اللَّهُ يَعْلَمُهُمْ وَمَا تُنْفِقُوا مِنْ شَيْءٍ فِي سَبِيلِ اللَّهِ يُوَفَّ إِلَيْكُمْ وَأَنْتُمْ لَا تُظْلَمُونَ ۝٦٠﴾ [الأنفال:60]
أما في مفهوم العسكرية الحديثة فهي استراتيجية التحشيد وتركيز القوات التي تقتضي ضرورة توفير أكبر قوة ممكنة متفوقة؛ وذلك لمواجهة العدو من أجل تحقيق الانتصار عليه.
وبعد نجاح المثنى بن حارثة في القضاء على المرتدين في حروب الردة 11هـ/632م ومطاردتهم إلى السواد في العراق لم يغب عن ذهنه أن الامتداد الطبيعي لأرض العراق يمثل جسرًا خطيرًا. يمكن للفرس عن طريقه تدبير المؤامرات ضدهم في المنطقة؛ لذا اتجه المثنى بن حارثة إلى الخليفة أبي بكر في المدينة المنورة، وطلب منه أن يسمح له بأن يقوم بعمليات عسكرية داخل العراق حيث قال له:«أَمِّرْنِي عَلَى مَنْ قَبْلِي مِنْ قَوْمِي، أُقَاتِلُ مَنْ يَلِينِي مِنْ أَهْلِ فَارِسٍ، وَأَكْفِيكَ نَاحِيَتِي».
قَبِل أبو بكر وبادر بإرسال أول حملة عسكرية إسلامية لنصرة المثنى بن حارثة، فكتب إلى خالد بن الوليد عندما كان باليمامة يحارب أهل الردة يأمره بالمسير إلى العراق، ورجع المثنى فحشد مجموعة من قادة المسلمين وأخذ يغير على أسفل العراق تارة، وعلى نواحي كسكر تارة أخرى، ودعا المثنى قومه إلى الإسلام، فأسلموا. وصارت الإمدادات تتوالى على المثنى بن حارثة حتى جاء خالد بن الوليد وقائدًا عاما للقوات في العراق.
برزت هذه الاستراتيجية أيضا عند القائد خالد بن الوليد، لأنه كان يعلم أن عدد القوة له أثر كبير في إحراز النصر، فكان حريصًا على كل الحرص على تجميع قواته في المكان والزمان الملائمين قبل أن يقوم بالهجوم على العدو، وعندما نزل النباج كان معه 2000 من الرجال، وكان مع المثنى بن حارثة وأمراء الجند الذين انضموا إليه 8000 فصاروا 10,000 وقد استطاع أن يحشد 8000 أخر استعدادا لمعركة ذات السلاسل (12هـ/ 633م)، وقد كان يهتم بالنوعية أكثر من اهتمامه بالكمية، ثم طبق هذه الاستراتيجية سعد بن أبي وقاص، فكان أهم ما أمتاز ت به معركة القادسية (15هـ/ 636م) أسلوب وتنظيم القوات في منطقة الحشد، فقد سعى سعد بن أبي وقاص إلى جمع الحشود وحشد القوى لتدعيم الموقف؛ نظرًا للاستعداد الكبير للفرس -عندما غرس عمر بن الخطاب لواء القادسية في يمينه- وكان جميع من شهد القادسية وهم بضعة وثلاثون ألفًا منفذاً وصية عمر بن الخطاب وهكذا كانت التحشيد العسكري للجيش في معركة القادسية من أبرز الشواهد على تصميم المسلمين من أجل تطوير جيوشهم.
حرص المسلمون على استراتيجية المفاجأة أثناء معاركهم، فكانت حملة خالد بن الوليد من أسفل العراق مفاجأة في حد ذاتها، فقد حد قواته دون انتباه إذ زحف نحو الأُبُلّة ودفع بخطابه إلى هرمز فخرج إلى لقائه في عجل بشكل يوحي بأثر المفاجأة عليه، ومن المفاجآت الاستراتيجية التي فاجأ بها خالد بن الوليد عدوه: كمين الولجة واقتحام خندق الأنبار بردمة من الإبل العجاف، ومفاجأة عقة بن أبي عقة في عين التمر (12هـ/ 633م) باحتضانه وحمله إلى صفوف المسلمين أسيرًا، وهذا الأسلوب لم يكن مألوفًا آنذاك، ومن المفاجآت الاستراتيجية أيضًا حجز الماء عن الفرات حتى جنحت سفنهم.
لعبت استراتيجية الحصار والتطويق دورًا عند المسلمين في معاركهم، حيث نجح خالد بن الوليد في استخدام التطويق في كمين المذار ( 12هـ/ 633م)، والولجة (12هـ/ 633م)، وعين التمر (12هـ/ 633م) بحيث يحول بينه وبين عدوه الانسحاب من الميدان حتى يكون الانسحاب في صالحه. وظهرت استراتيجية المرونة عند المسلمين فقد امتازت موقعة الجسر(13هـ/ 634هـ) بتلك الاستراتيجية عندما استخدمها المثنى فجمع بين القدرة على التنقل وسرعة حركة القوات، لإنقاذ جيشه.

## عصر الدولة الأموية

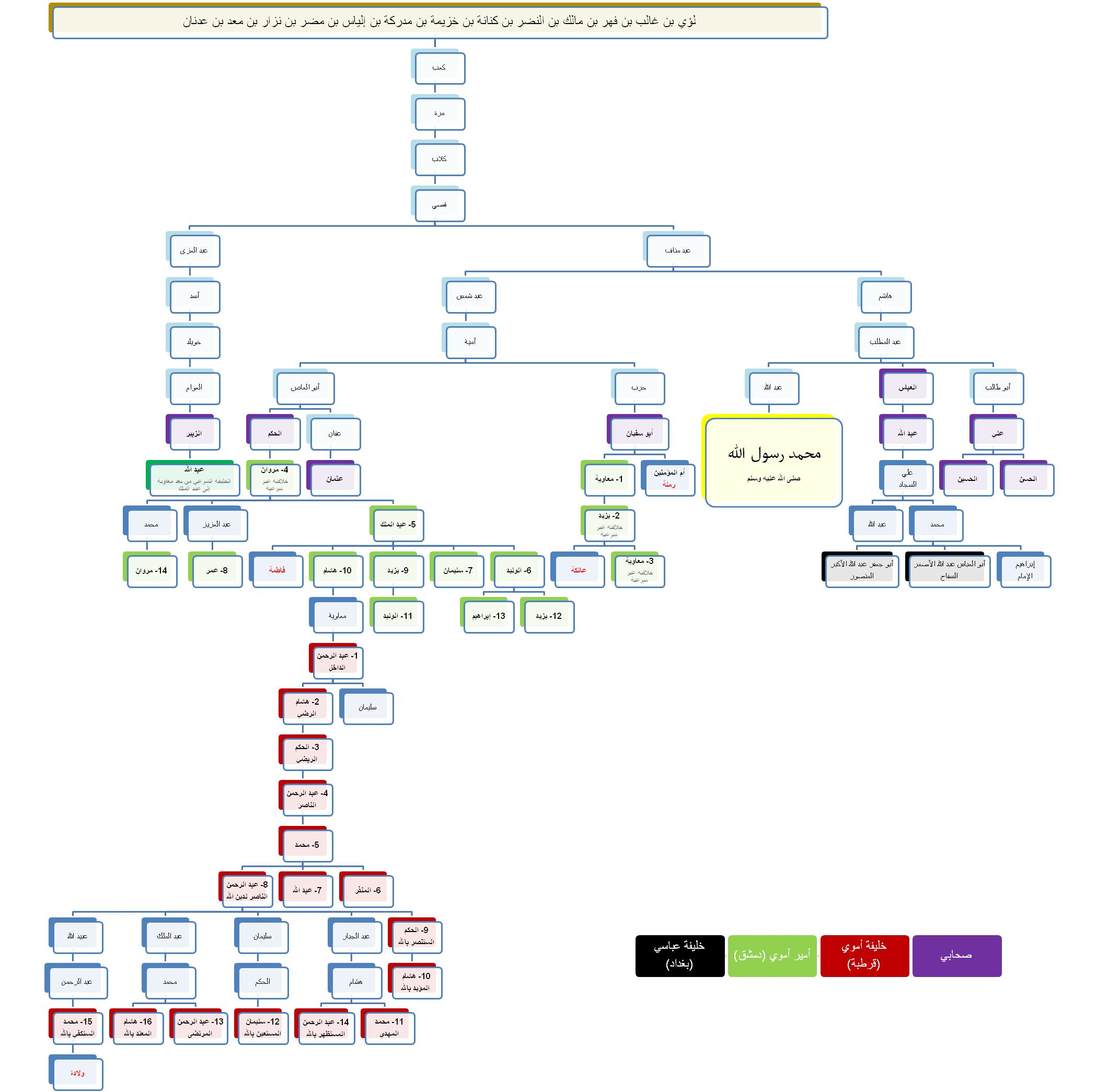
خلفاء بني أمية.

شهد عصر الخلافة الأموية مجموعة من الحركات السياسية المعارضة خاصة بعد وفاة معاوية بن أبي سفيان ( 60هـ/ 680م)؛ إذ كانت هذه الفترة من أخصب الفترات في حركاتها السياسية المضادة للخلافة الأموية؛ فقد اشتغلت حركات العلويين الذين بقوا موالين لقضيتهم يتحينون الفرص للتحرك، لكن تحركاتهم كانت سياسية خالية من المحتوى الديني، وعبرت عن سخط العلويين على تسلم الأمويين للخلافة، وتذمرهم من الإدارة بالعراق؛ ولأنه كان ينقصها التنظيم والإعداد فقد فشلت كلها مثلما حدث في حركتي حجر الكندي سنة 51هـ/ 671م، والحسين بن علي سنة 61هـ/ 680م، ثم تعرضت الخلافة الأموية لخطر الخوارج في سنة 73هـ/ 692م، المتمثلة في فرقتي الأزارقة والنجدات الذين هددوا التجارة وقطعوا خطوط المواصلات، ثم أخذوا يهاجون القرى ويسلبونها ويقتلون الرجال والنساء ويبقرون بطون النساء الحوامل، ولما أسندت الولاية إلى الحجّاج بن يوسف الثقفي اتخذ استراتيجية التجمع والتحشيد الاستراتيجي؛ إذ كان بحاجة إلى جيش لمحاربة الخوارج، لكن العرب لم يكونوا راغبين في مساعدته، ولذا فقد عزم على إجبار الناس على الخدمة في الجيش والاشتراك في حرب الخوارج، فحشد الجيش بالرجال والسلاح، لمساعدة المهلب بن أبي صفرة الذي اشتد لمقاومتهم مستخدمًا استراتيجيات متعددة حتى تمكن بها من القضاء على حركتهم، فقد لجأ إلى استراتيجية الهجوم المباشر عندما هاجم الأزارقة في مواقعهم وهزمهم المرة تلو الأخرى، ثم اتبع المهلب استراتيجية متابعة المنهزم ما بعد القتال، فلم يتركهم يستجمعوا أنفاسهم بل تتبعهم أينما حلو وارتحلوا، كما اعتمد على استراتيجية المفاجأة، لذا لقب من قبل الأزارقة بالساحر فقد كان يفاجئهم بنقض الأمر الذي يدبرونه قبل أن ينفذوه

## أنظر أيضًا
- إستراتيجية عسكرية
- غزوات الرسول محمد
- جيش الخلفاء الراشدين

## وصلات خارجية
- التاريخ السياسي للدولة الأموية
- الحركات الإسلامية
- الاستراتيجية السياسية والخطط العسكرية في التشريع الإسلامي
- الاستراتيجية العسكرية في الفكر الإسلامي